# Sphaerolaimus asetosus
Sphaerolaimus asetosus is een rondwormensoort uit de familie van de Sphaerolaimidae. De wetenschappelijke naam van de soort is voor het eerst geldig gepubliceerd in 1952 door Allgén.